# Stadtrat Weiskirchner
Der Stadtrat Weiskirchner war in Wien von Dezember 1918 bis Mai 1919 ein provisorisches politisches Verwaltungsgremium unter Bürgermeister Richard Weiskirchner, das parallel zum provisorischen Gemeinderat amtierte.
Der Stadtrat als Kollegialorgan (im Unterschied zu den seit 1. Juni 1920 bestehenden  [amtsführenden] Stadträten, die seit 10. November 1920 auch die Wiener Landesregierung bilden) wurde in der zweiten Hälfte des 19. Jahrhunderts eingeführt und war gleichsam als Exekutivausschuss des jeweiligen Gemeinderates zu verstehen. Dieser wurde aber im kaiserlichen Wien nach dem Kurienwahlrecht gewählt, das die Mehrheit der Einwohner von der Wahl ausschloss.
Nach Gründung der Republik 1918 standen nicht sofort neue Verfassungsgesetze zur Verfügung; daher wurde das vorhandene Stadtratsgremium demokratischen Verhältnissen angepasst. Die veränderten politischen Verhältnisse führten zu einem vorübergehenden Kompromiss zwischen der von Bürgermeister Weiskirchner repräsentierten alten Ordnung und der vor allem von Sozialdemokraten vertretenen neuen Ordnung.
Dem nicht gewählten, sondern von den Parteien im vereinbarten Stärkeverhältnis (17 Christlichsoziale, 10 Sozialdemokraten, 3 Freiheitlich-Bürgerliche) beschickten Stadtrat gehörten 30 Mitglieder an. Die Funktion der Vizebürgermeister hatten Franz Hoß, Josef Rain und Jakob Reumann inne; dieser wurde in der Folge erster demokratisch gewählter Bürgermeister (siehe Landesregierung und Stadtsenat Reumann)
.

## Mitglieder des Stadtrates
| Name               | Partei                   |
| ------------------ | ------------------------ |
| Angermayer Karl    | Christlichsoziale        |
| Breuer Johann      | Christlichsoziale        |
| Dechant Friedrich  | Christlichsoziale        |
| Haas Moritz Franz  | Christlichsoziale        |
| Heindl Johann      | Christlichsoziale        |
| Hötzel Franz       | Christlichsoziale        |
| Jung Karl          | Christlichsoziale        |
| Kienböck Viktor    | Christlichsoziale        |
| Knoll Johann       | Christlichsoziale        |
| Körber Johann      | Christlichsoziale        |
| Müller Josef       | Christlichsoziale        |
| Schmid Heinrich    | Christlichsoziale        |
| Schneider Hans     | Christlichsoziale        |
| Schwer Hans Arnold | Christlichsoziale        |
| Spalowsky Franz    | Christlichsoziale        |
| Tomola Leopold     | Christlichsoziale        |
| Vaugoin Karl       | Christlichsoziale        |
| David Anton        | Sozialdemokraten         |
| Emmerling Georg    | Sozialdemokraten         |
| Hellmann Josef     | Sozialdemokraten         |
| Pick Karl          | Sozialdemokraten         |
| Richter Paul       | Sozialdemokraten         |
| Siegel Franz       | Sozialdemokraten         |
| Skaret Ferdinand   | Sozialdemokraten         |
| Weber Anton        | Sozialdemokraten         |
| Weigl Karl         | Sozialdemokraten         |
| Winter Max         | Sozialdemokraten         |
| Heindl Oskar       | Freiheitlich-bürgerliche |
| Hohensinner Oswald | Freiheitlich-bürgerliche |
| Melcher Edmund     | Freiheitlich-bürgerliche |